# Lamborghini Gallardo
Lamborghini Gallardo là một chiếc xe hơi thể thao được sản xuất bởi Lamborghini. Cho đến nay, Gallardo là mẫu xe được sản xuất nhiều nhất của Lamborghini, với 10 000 chiếc trong 7 năm đầu tiên. Chiếc xe được đặt tên theo tên của một giống bò chiến. Trong tiếng Tây Ban Nha, Gallardo có nghĩa là dũng cảm, can đảm hoặc tàn nhẫn.
Chiếc xe Gallardo đưa ra hai lựa chọn về bộ truyền động, một bộ truyền động bằng tay 6 số, và một bộ điều khiển bán tự động 6 số cao cấp, mà Lamborghini gọi tắt là "E-gear". "E-gear" cho phép người lái lên số nhanh hơn so với bằng tay. Người lái sẽ lên hay giảm số thông qua bàn đạp đằng sau bánh lái, nhưng cũng có thể sử dụng chế độ tự động.
Cuối năm 2005, Lamborghini đã giới thiệu nhiều sự thay đổi ở chiếc xe để khắc phục những hạn chế dẫn đến những lời phê bình của người dùng và báo chí. Hệ thống ống xả đã được thay đổi để trở nên thể thao hơn, bộ giảm xóc được sửa lại, thanh răng và bánh răng trở nên vừa vặn hơn. Công suất động cơ được tăng 20 mã lực và lên đến 512 mã lực (382 kW). Thay đổi lớn nhất là việc làm yếu bộ lên số, đặc biệt là từ số 1 đến số 5. Kết quả là chiếc xe được cải tiến nhiều, trở nên dễ lái hơn, âm thanh nghe tốt hơn. Sự bổ sung về động cơ và giảm việc lên số đã biến Gallardo từ một chiếc xe nhanh đơn thuần thành một chiếc xe thực sự.
Mẫu Gallardo năm 2008 đã được thêm vào máy tính, iPod kết nối bằng USB, kính chiếu hậu, và mui mềm của chiếc Spyder.

## Các mẫu xe

### Lamborghini Concept S (2005)

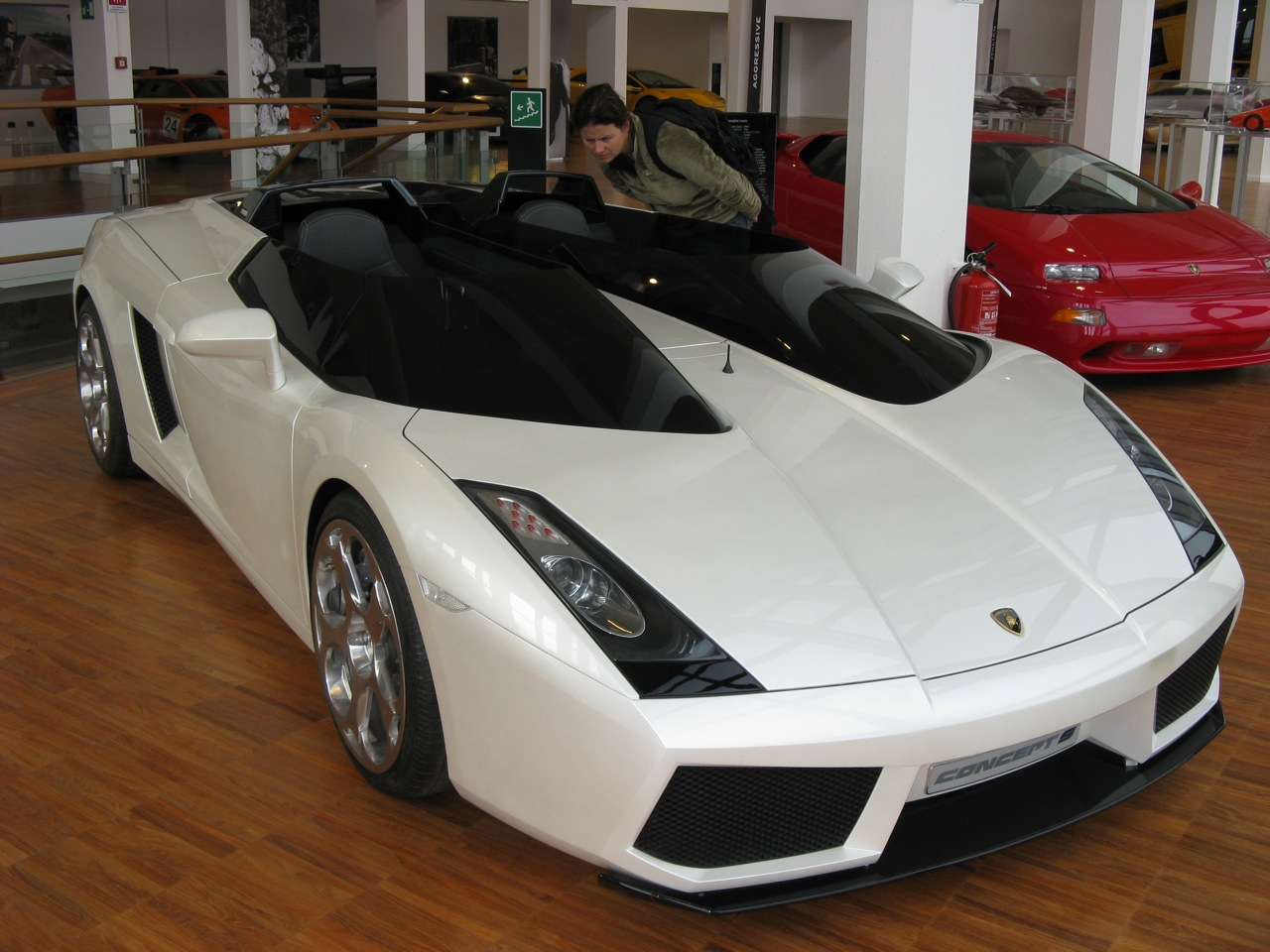
Lamborghini Concept S tại Bảo tàng Lamborghini

Đây là chiếc xe dựa trên mẫu Gallardo cùng thời, nhưng không có mui.
Chiếc xe được thiết kế bởi Luc Donckerwolke, người đứng đầu Nhóm thiết kế của Lamborghini. 
Chiếc xe được ra mắt lần đầu vào năm 2005 tại Triển lãm Ô tô Geneva.

### SE (2005)

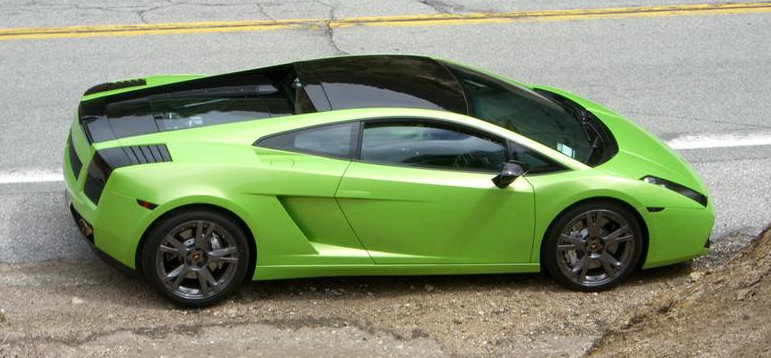
Lamborghini Gallardo Special Edition

Gallardo SE (Special Edition) là phiên bản có giới hạn 250 chiếc được sản xuất vào cuối năm 2005. Bản SE khác với bản thông thường ở chỗ có mui xe màu đen cũng như vành xe có thiết kế "Callisto" đặc biệt được bịt bởi lốp xe của Pirelli. Chiếc Gallardo SE chỉ được đặt mua với rất ít lựa chọn về màu sắc: bóng màu xám cũng như màu trắng, vàng, cam và xanh lục.
Máy quay hiển thị phía sau cũng xuất hiện trong phiên bản Specila Edition, đóng vai trò là hệ thống đa phương tiện và hệ thống định hướng. Hệ thống giảm xóc và màu sơn đặc biệt cũng sẽ xuất hiện nhưng sẽ có thêm vài lựa chọn khác, chẳng hạn như "E-gear", nhấn mạnh vào một chế độ có tên là "thrust".
Chế độ "thrust" đưa số vòng quay lên tới 5000 rpm (vòng/phút) và giúp chiếc xe đạt tới gia tốc cực đại. Người lái chỉ việc đạp lên bàn đạp khí là có thể tiến hành chế độ "thrust", tương tự cách làm đối với BMW M3, Ferrari 360 F1 và F430.

### Nera (2007)

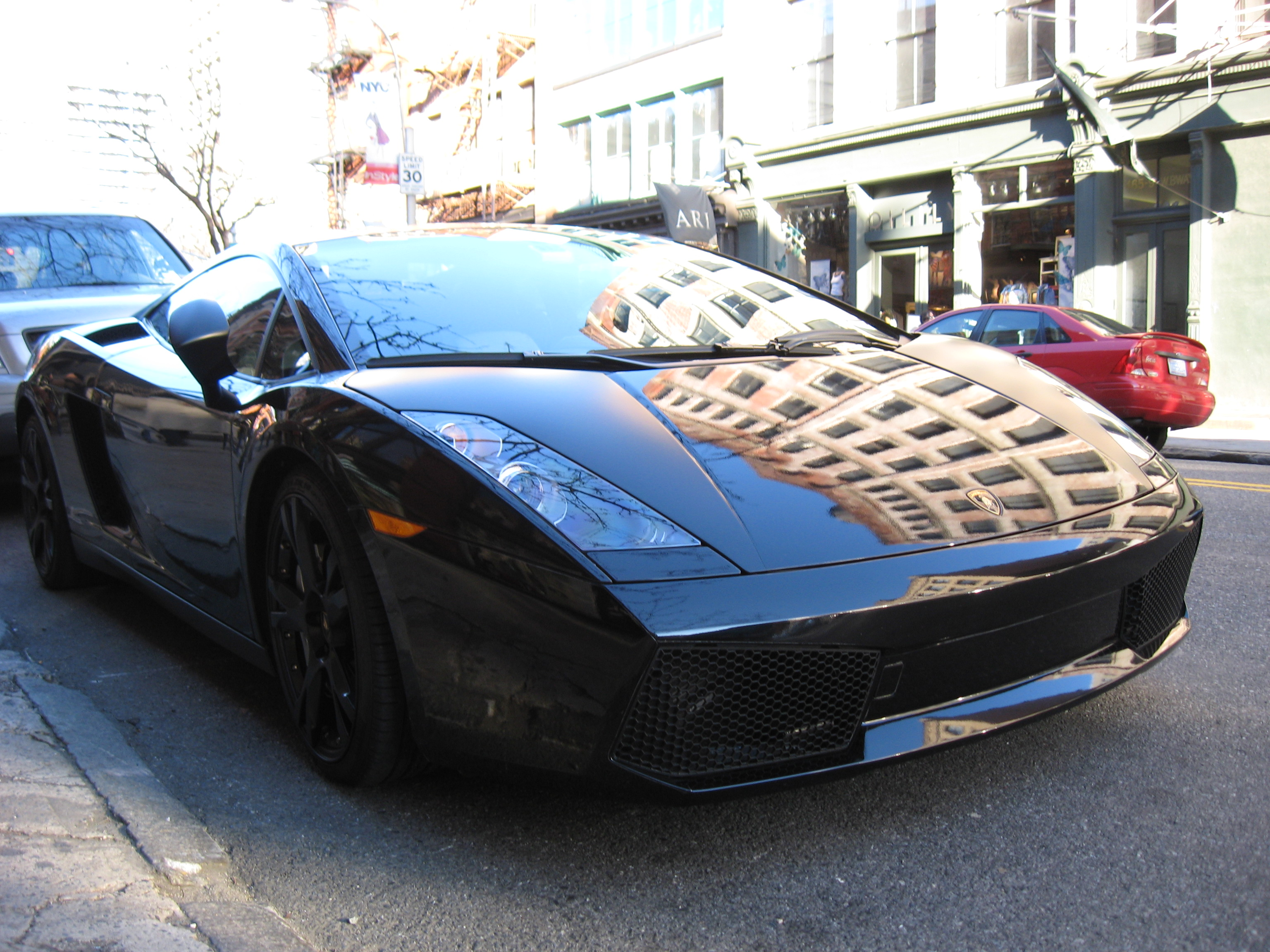
Lamborghini Gallardo Nera

Gallardo Nera (Special Edition) là một phiên bản giới hạn (185 chiếc) của chiếc coupe hiện tại của Gallardo được giới thiệu tại Paris Motor Show.
Nổi bật ở Nera là màu sơn đen mờ, và thực tế là chỉ có một màu sơn này. Phần đĩa phanh và pit tông được sơn màu xám và đèn sau xe cũng được làm tối để phù hợp với màu đen chủ đạo của chiếc xe. Nội thất được làm từ da thuộc đen và trắng thuộc kiểu thời trang Q-Citura.
Trong số những chiếc Nera được sản xuất thì có 60 chiếc được bán ở Mỹ và 81 chiếc được bán ở châu Âu.

### Gallardo Spyder (2006-2008)

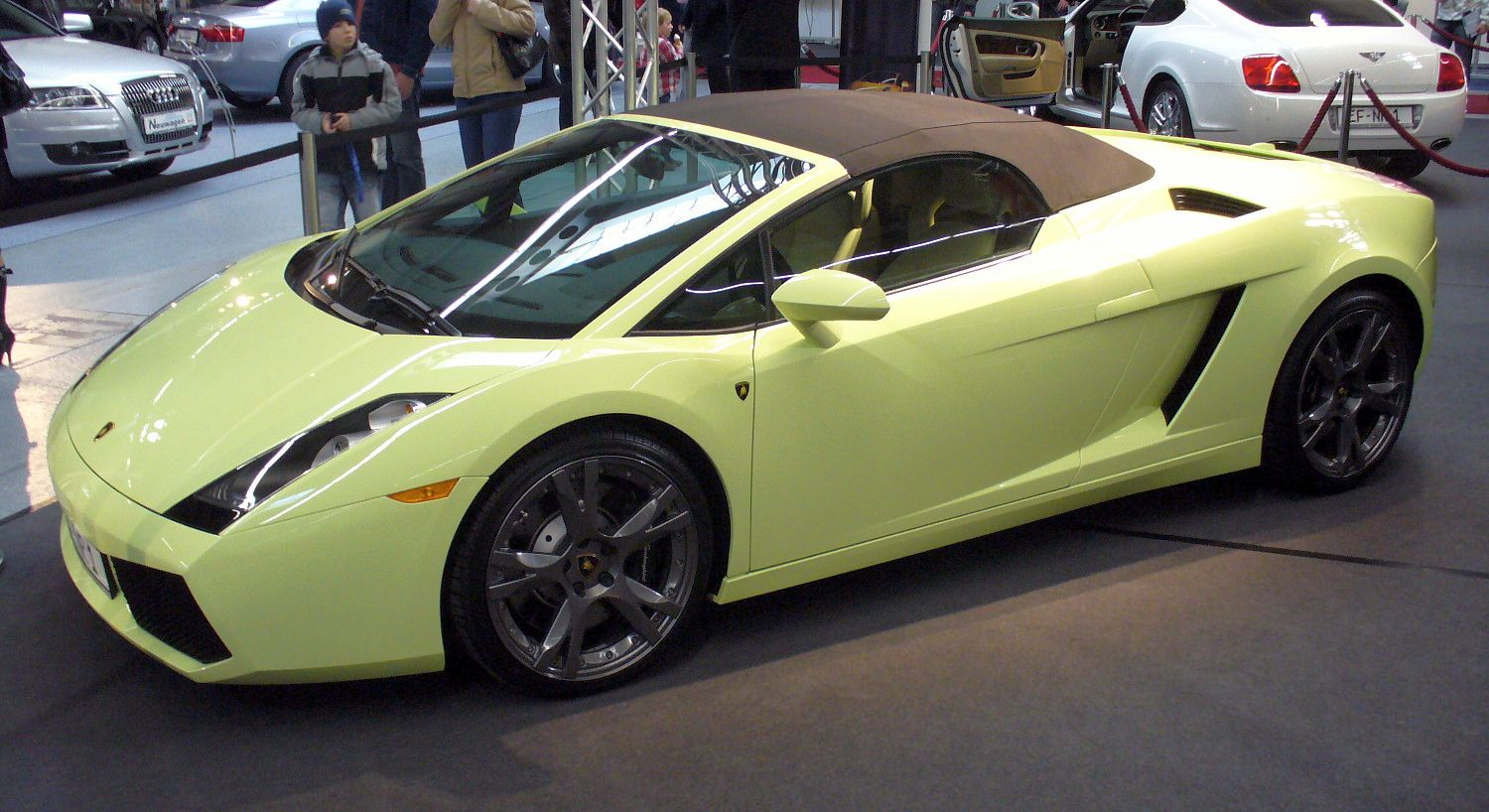
Lamborghini Gallardo Spyder

Mẫu Spyder của Gallardo được giới thiệu lần đầu tiên tại Los Angeles Auto Show vào tháng 1 năm 2006. Nó được công ty giới thiệu là một mẫu hoàn toàn mới, với động cơ 513 mã lực (382 kW) và bộ truyền động bằng tay 6 số. Phần mui mềm có thể rút lên được.
Tay trống Joey Kramer của nhóm nhạc rock Aerosmith là người Bắc Mỹ đầu tiên có được đơn đặt hàng của chiếc Spyder.
Jeremy Clarkson, người dẫn chương trình Top Gear đã từng thông báo rằng vào ngày 18 tháng 2 năm 2007, ông sẽ mua một chiếc Gallardo Spyder, thay cho chiếc Ford GT.

### Xe đua (2007-)

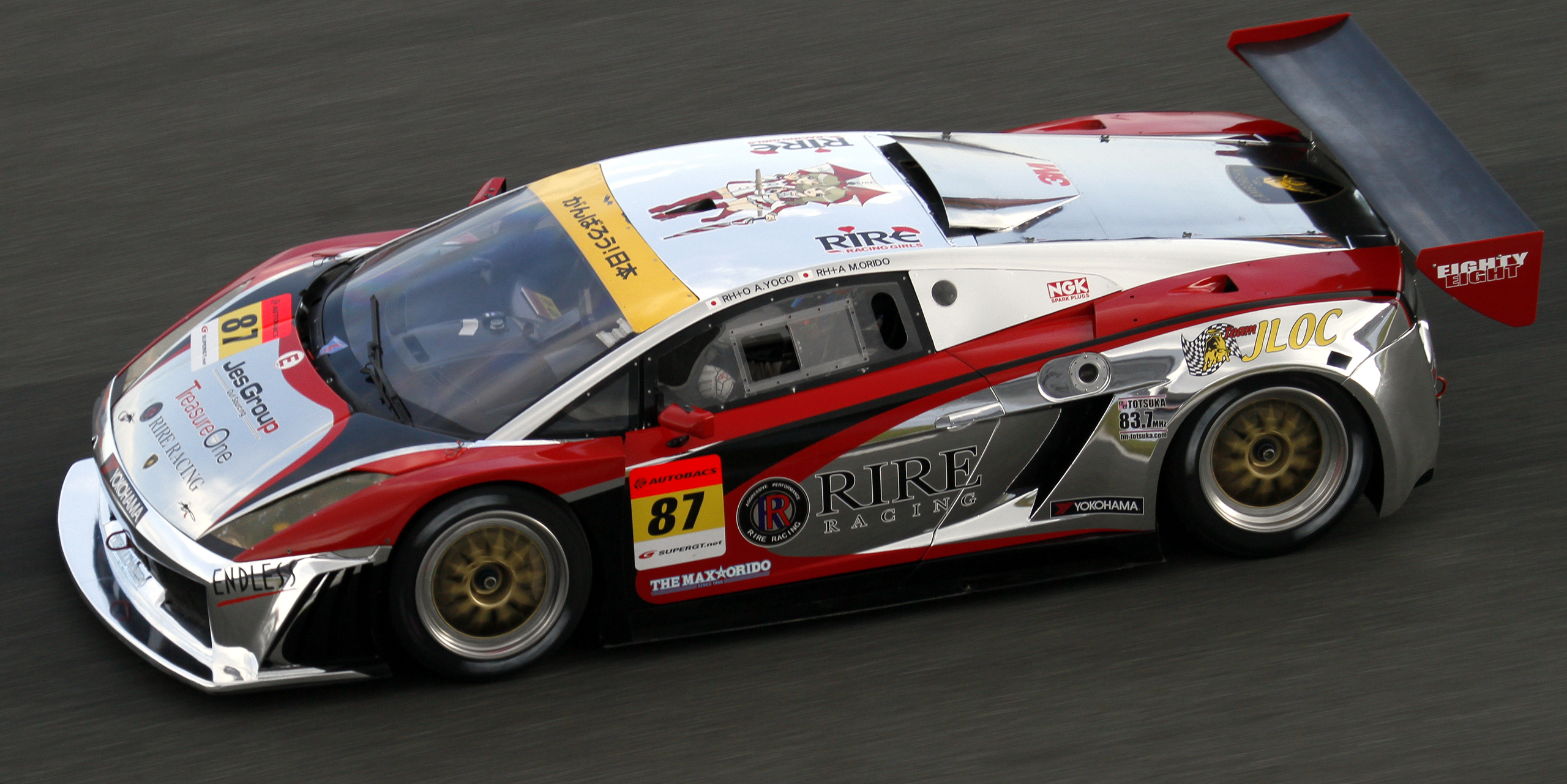
Chiếc Lamborghini Gallardo tham dự SUPER GT 2011

Năm 2007, Lamborghini Gallardo đã tham dự FIA GT3, cũng như giải vô địch "SUPER GT" của Nhật Bản trong nhóm GT300.
Chiếc xe tham gia FIA GT3 được làm với sự giúp đỡ của các chuyên gia ô tô đến từ Đức. Chiếc xe này sử dụng hệ thống lái chủ lực bốn bánh, có thể sinh ra 512 mã lực (382 kW).
Chiếc tham gia SUPER GT chỉ sinh ra 295 mã lực, với hệ thống lái chủ lực hai bánh. Các nguyên tắc về khí động lực được nới lỏng hơn so với chiếc FIA GT, điều đó cũng có nghĩa là chiếc SUPER GT có lợi thế hơn. Phải mất một thời gian nó mới được đem ra thi đấu, và giành một vị trí cao ở mùa giải 2009.

### Superleggera (2007-2008)

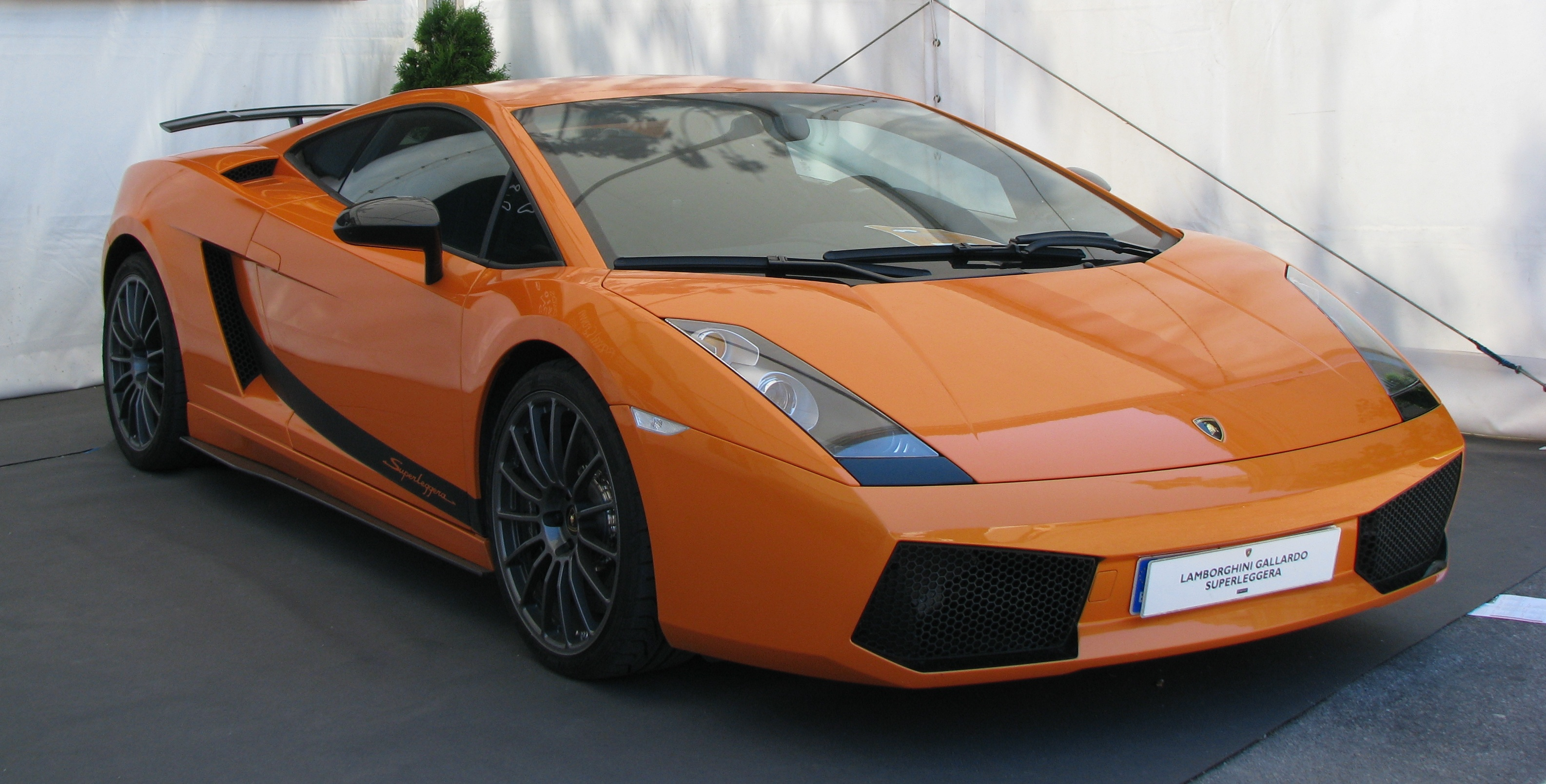
Lamborghini Gallardo Superleggera

Một phiên bản của Gallardo, có tên là Superleggera đã được giới thiệu vào năm 2007 tại Triển lãm xe hơi Geneva. Chiếc Superleggera được sản xuất nhằm biểu thị sự tưởng nhớ đến mẫu xe Lamborghini đầu tiên, chiếc 350GT nổi tiếng. Thân của chiếc Superleggera không có gì thay đổi so với chiếc Gallardo.
Ống khí thải, ECU và những cải tiến ở động cơ đã làm tăng công suất động cơ thêm 10 mã lực, lên đến 523 mã lực. Bộ truyền động E-gear 6 số xuất hiện sẵn trên phiên bản này.
Chiếc Superleggera nặng khoảng 1,43 tấn, nhẹ hơn chiếc Gallardo ban đầu khoảng 100 kg.
Giá của chiếc xe với tất cả những tùy chọn kèm theo là 260 000 đô-la Mỹ.
Tháng 3, 2008, Lamborghini thông báo rằng họ sẽ dừng sản xuất chiếc Superleggera. Tổng cộng đã có 172 chiếc Superleggera được sản xuất, với 10 chiếc màu trắng, 34 chiếc màu xám, 37 chiếc màu đen, 46 chiếc màu da cam và 45 chiếc màu vàng.

### LP 560-4 (2008-)

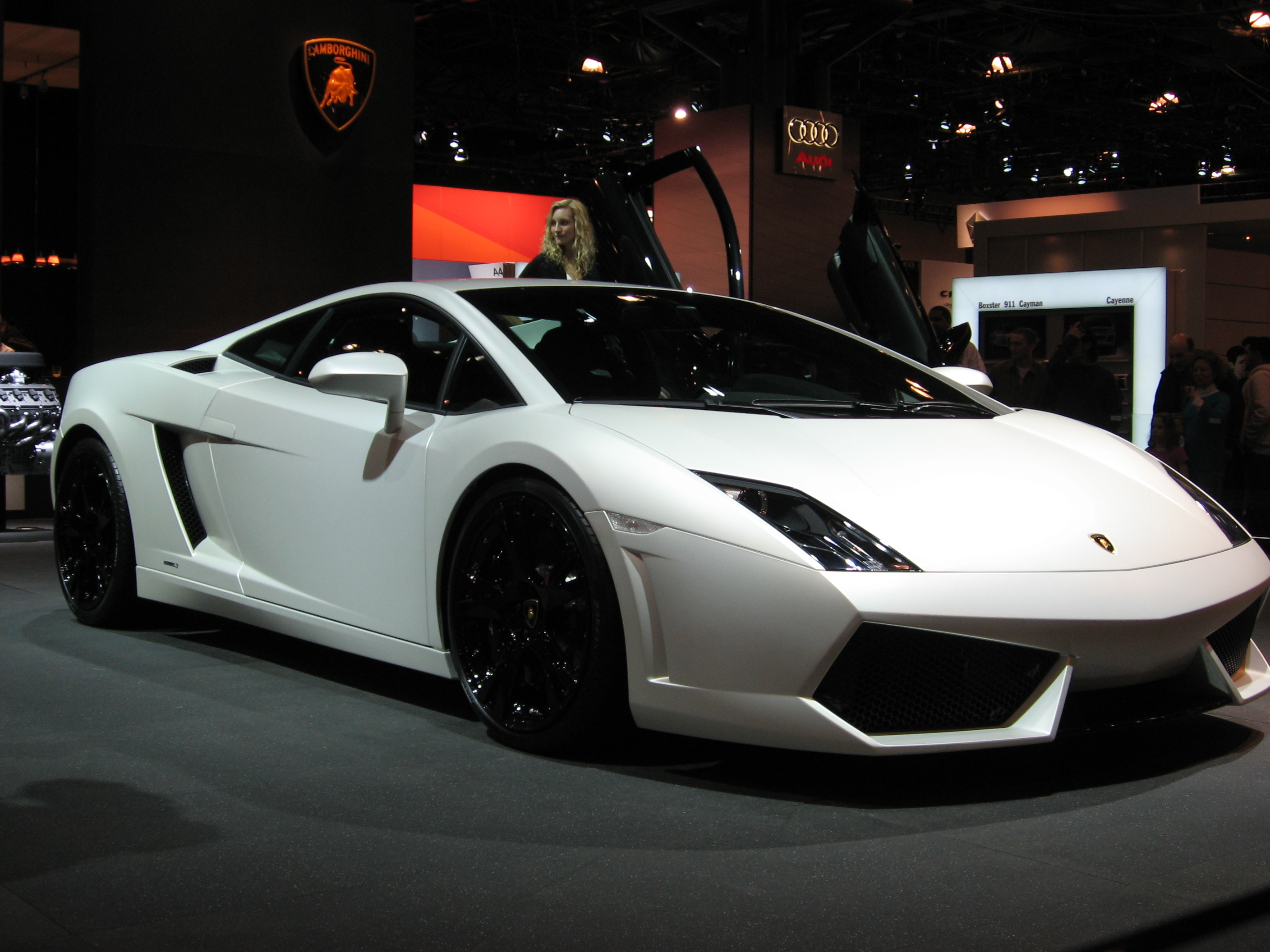
Lamborghini Gallardo LP560-4

Chiếc xe này được lắp đặt động cơ V10 5,2 lít. Bộ truyền động có thể lựa chọn giữa lên số bằng tay 6 số hoặc E-gear, trong đó E-gear được sửa lại để thay đổi cơ cấu bằng một bộ lựa chọn có thể quay được, giúp lên số nhanh hơn đến 40%. E-gear của chiếc xe này cũng được thêm vào chế độ Thrust và thiết đặt Corsa.
Chiếc xe nhẹ hơn 20 kg so với chiếc Gallardo năm 2008. Những thay đổi bên ngoài bao gồm bộ chắn trước giống của chiếc Lamborghini Muciélago và đèn trước từ chiếc Lamborghini Reventon.
Gallardo LP 560-4 có giá 205 000 đô-la Mỹ, nhưng có thể lên tới 220 000 đô-la Mỹ nếu kèm theo E-gear, phanh gốm Carbon, phần xe trước bằng carbon và những lựa chọn khác.
Trong một tập của Top Gear, chiếc LP 560-4 chạy trên vòng đua với thời gian là 1:19.5, nhanh hơn chiếc Ferrari F430 Scuderia.

#### LP 560-4 Spyder (2008-)
Lamborghini Gallardo LP 560-4 Spyder được ra mắt lần đầu tiên tại Los Angeles Auto Show 2008. Tốc độ tối đa của chiếc xe này là 322 km/h, thấp hơn một chút so với chiếc LP560-4 coupe.

### Super Trofeo (2009)

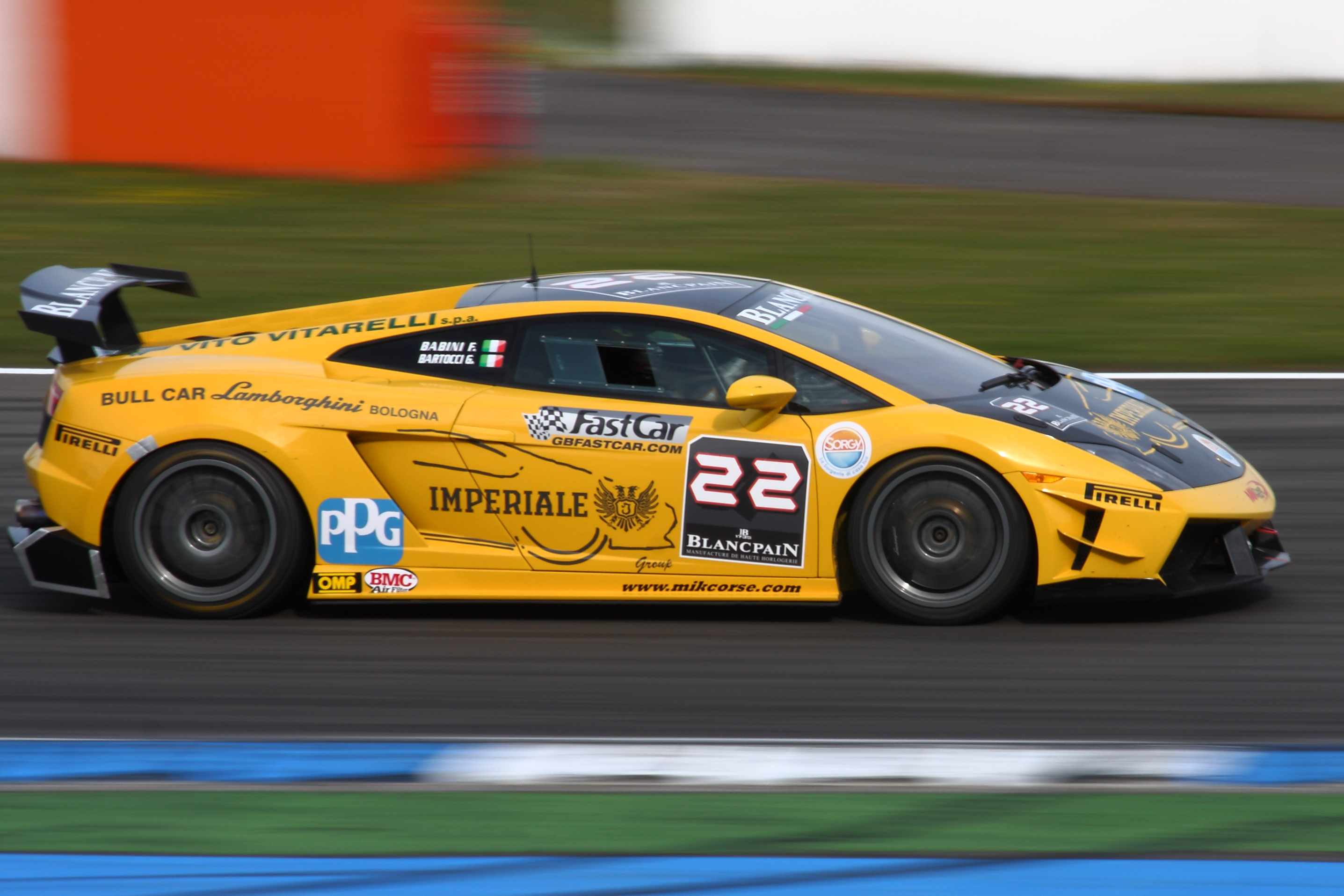
Gallardo Super Trofeo

Super Trofeo là một phiên bản giới hạn (30 chiếc). Thế hệ xe này được bắt đầu sản xuất từ tháng 5 năm 2009.
Chiếc xe đua Super Trofeo được dựa trên chiếc Gallardo LP560-4 nhưng nó có bộ khung gầm mới và trang bị động cơ V10 với công suất đạt đến 562 mã lực (419 kW). Chiếc xe có khối lượng khoảng 1,3 tấn. Bên cạnh đó, công nghệ E-gear cũng xuất hiện ở chiếc xe này.
Vòng đua nhanh nhất của chiếc xe là Vallelunga Circuit, do Giorgio Sanna lái.

### LP 550-2 Balboni (2009)

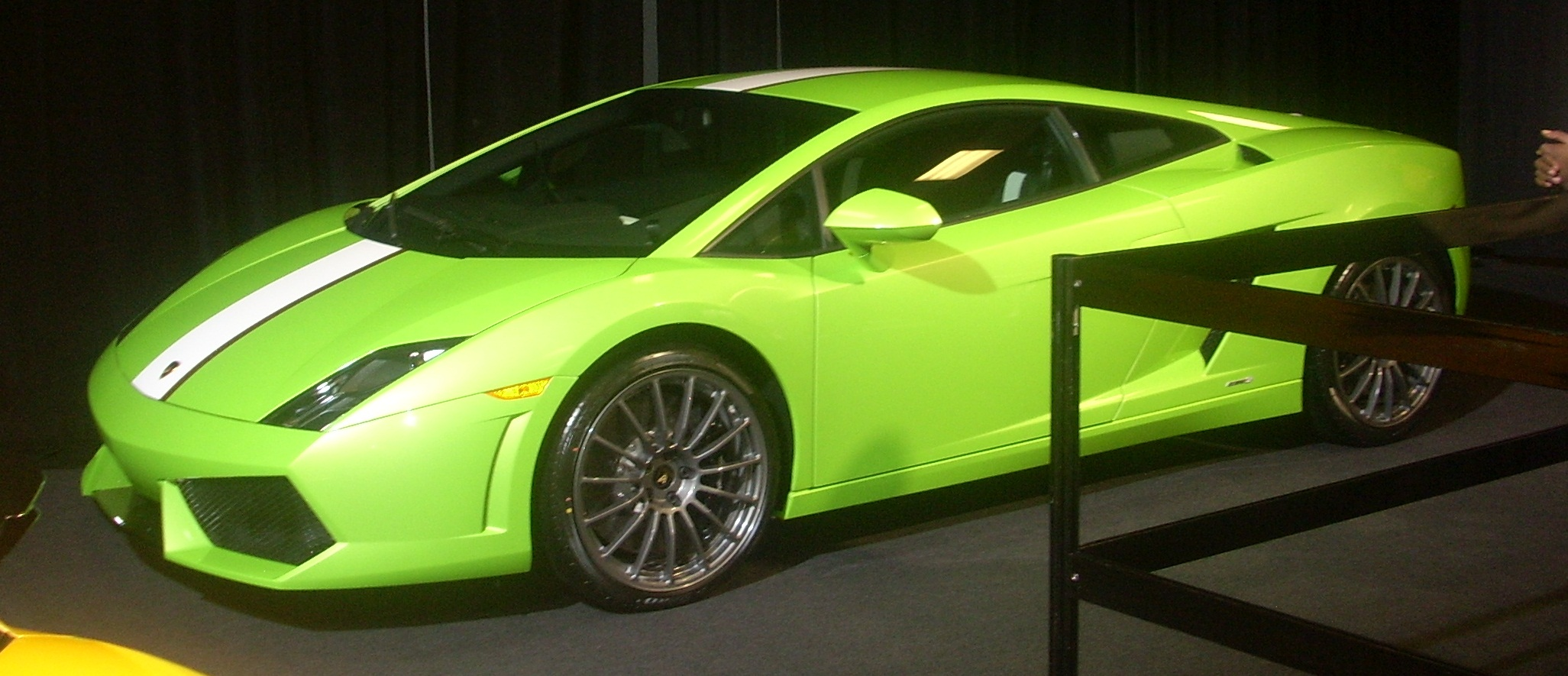
Chiếc Gallardo LP 550-2 Balboni tại Triển lãm Ô tô quốc tế Montreal 2010

Đây là phiên bản giới hạn (250 chiếc) được đặt tên theo một tay lái thử của Lamborghini là Valetino Balboni. Được trang bị động cơ có công suất 542 mã lực (405 kW0), nó có khối lượng khoảng 1,38 tấn.
Những tính năng khác bao gồm bộ truyền động E-gear, bọc ghế bằng da thuộc màu đen có dải màu trắng, một biểu tượng bên dưới cửa sổ bên trái có hình một thiết kế của Valentino Balboni và số lượng sản xuất của chiếc xe.
Chiếc xe này có thể đạt tốc độ 321 km/h và tăng tốc từ 0 lên 100 km/h trong 3,9 giây.
Năm 2009, Lamborghini LP 550-2 Valetino Balboni được bình chọn là Chiếc xe của Năm của Top Gear, Richard Hammond đã nói: "Chúng tôi bị ấn tượng bởi đường viền của nó, động cơ V10 của nó, hệ thống lái chủ lực hai bánh của nó, sự mạnh mẽ từ ống xả của nó."

### LP 570-4 Superleggera (2010)

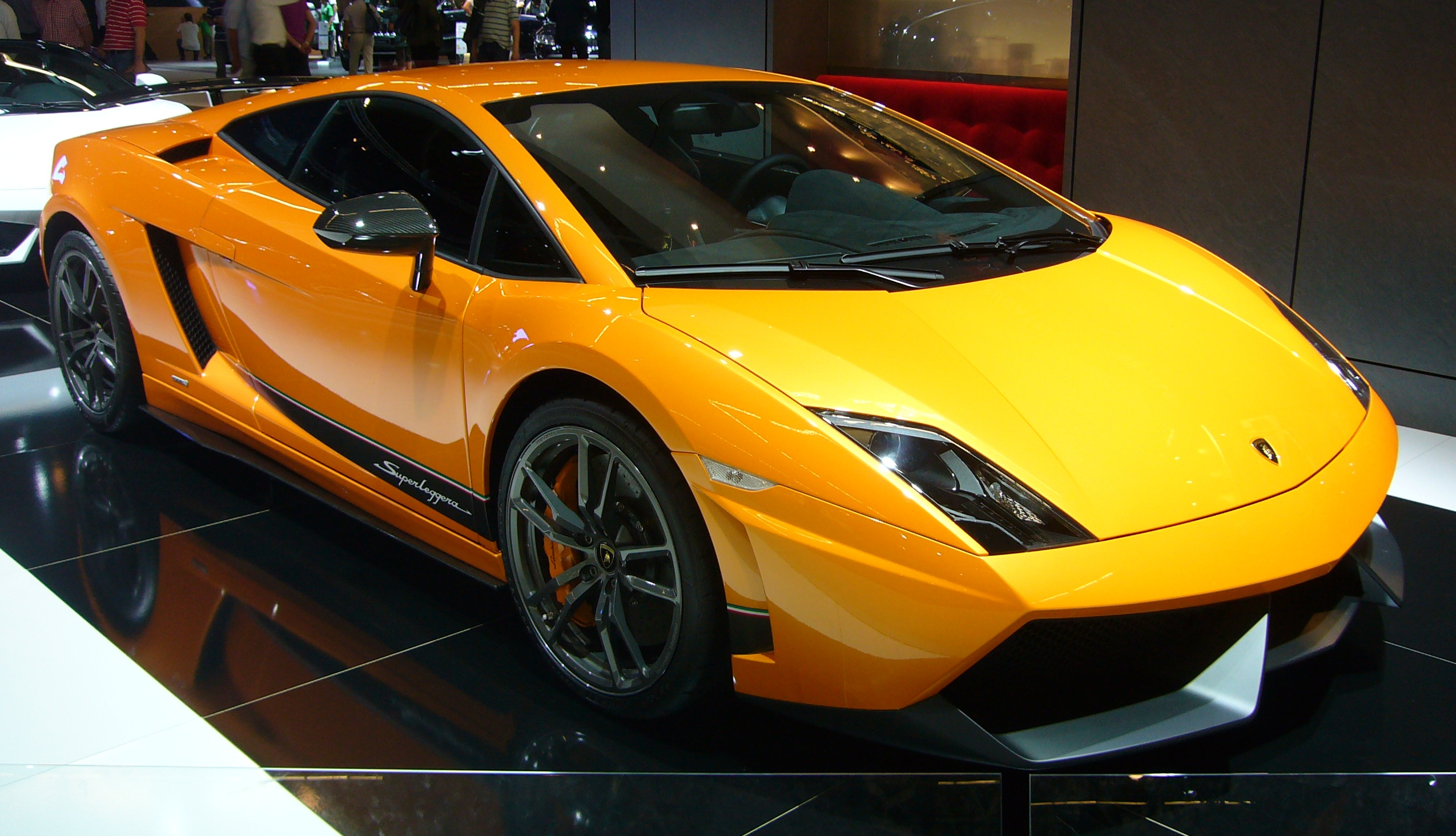
Lamborghini Gallardo LP 570-4 Superleggera

Tháng 3 năm 2010, Lamborghini tuyên bố phát hành chiếc LP 570-4 Superleggera, một phiên bản nhẹ hơn và nhiều sức mạnh hơn của Gallardo LP 560-4. Khối lượng của LP 570-4 được giảm xuống còn 1,34 tấn, khiến nó trở thành chiếc xe nhẹ nhất của Lamborghini Gallardo, ngoại trừ xe đua.
Được trang bị động cơ V10 5,2 lít, chiếc xe có thể tăng tốc từ 0 lên 100 km/h trong 3,4 giây và đạt tốc độ tối đa là 325 km/h.

### LP 570-4 Spyder Performante
Tháng 11 năm 2010, Lamborghini đã thông báo về LP 570-4 Spyder Performante, một phiên bản mui trần của chiếc LP 570-4 Superleggera. Chiếc xe có khối lượng khoảng 1,486 tấn, nặng hơn chiếc Superleggera nhưng nhẹ hơn chiếc Spyder.
Sử dụng động cơ V10 5,2 lít, chiếc xe này có thể tăng tốc từ 0 lên 100 km/h trong 3.9 giây.

### Phiên bản Bicolore
Bicolore là phiên bản mới nhất của Gallardo, phát hành vào cuối năm 2010. Chiếc xe chỉ được trang bị màu da cam, vàng, bạc, trắng và xanh lam cùng với mui màu đen và vành bánh xe làm bằng hợp kim.
Chiếc xe được trang bị động cơ V10 với hệ thống lái chủ lực tùy chọn 2 hoặc 4 bánh.

### Thay thế
Lamborghini đã thông báo rằng Gallardo sẽ được nối tiếp bởi một chiếc xe có tên Huracan. Chiếc xe mới này sẽ được trang bị đông cơ V10 cùng 592 mã lực. Sẽ có điều chỉnh về chất liệu để làm giảm khối lượng chiếc xe, bên cạnh đó là việc trang bị hệ thống lái chủ lực 4 bánh. Tên của chiếc xe sẽ là "Huracan LP610-4".

## Những chiếc xe cảnh sát

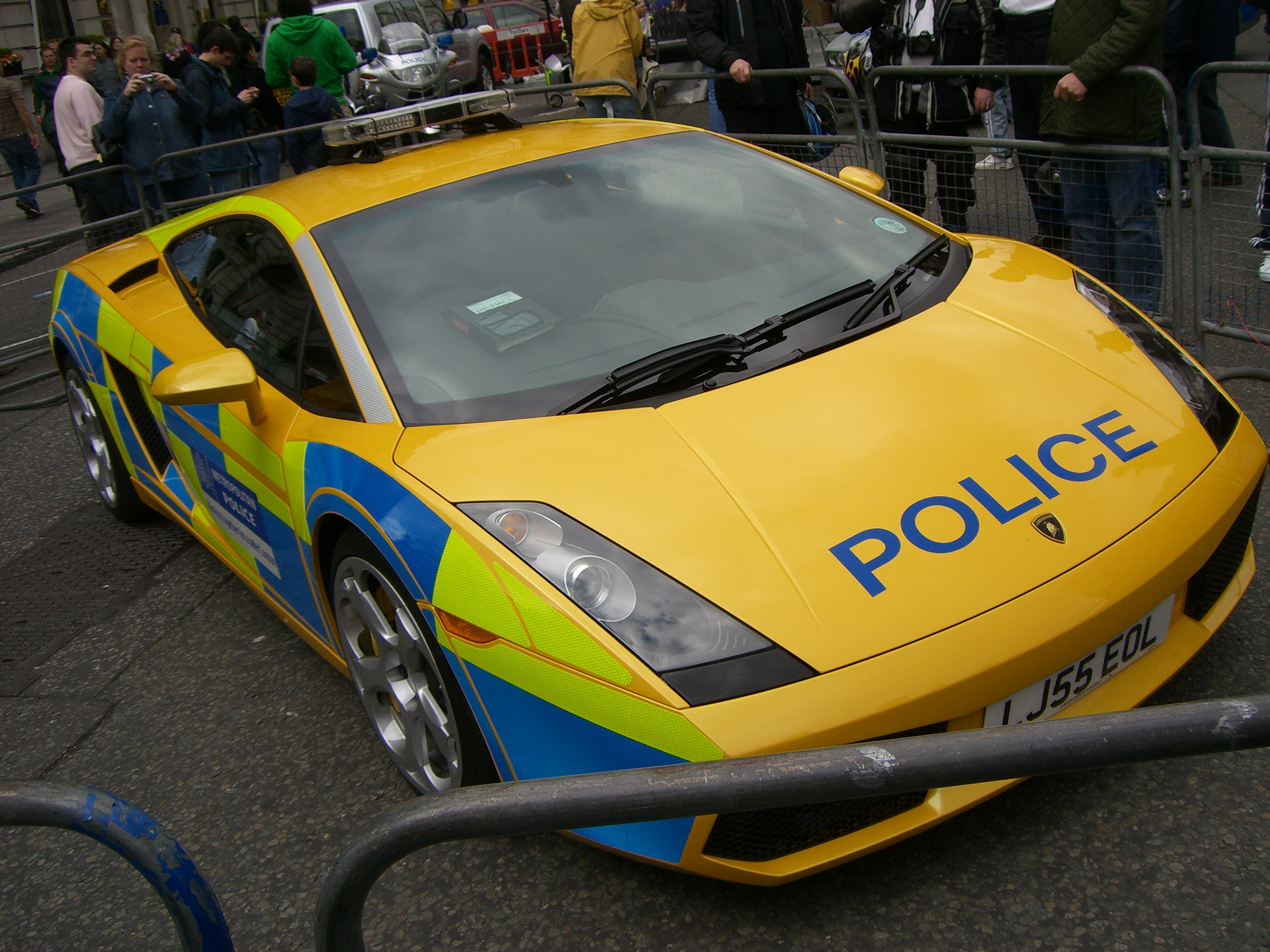
Xe Cảnh sát Gallardo vùng đô thị Luân Đôn

Tháng 12 năm 2004, hai chiếc Gallardo L140 đã được tặng cho cảnh sát Italia trong lễ kỷ niệm thứ 152 của lực lượng cảnh sát. Những chiếc xe cảnh sát Gallardo được sử dụng bởi cảnh sát giao thông trong những tình huống nguy cấp và đáng báo động trên đường cao tốc Salerno-Reggio Calabria.
Tháng 10 năm 2008, một buổi lễ riêng tư đã được tổ chức tại Cung điện Viminale, tại đó Automobili Lamborghini S.p.A. đã trao tặng chiếc xe Gallardo đời mới nhất, LP560-4, cho Cảnh sát Quốc gia Italia, Đội trưởng Antonio Manganelli.
Có 2 chiếc Gallardo L140 màu vàng đã được tạm thời trở thành xe cảnh sát tại Luân Đôn, Anh, một chiếc vào năm 1995 và một chiếc vào năm 2006, dành cho những sự kiện đại chúng đặc biệt. Chiếc năm 2006 được gửi đến bởi Gumball Rally. Cả hai chiếc xe được cho mượn bởi Lamborghini Luân Đôn, được sơn màu chủ đạo là vàng, có biểu tượng của cảnh sát và một đường kẻ màu xanh lam.

## Sản xuất
| Năm   | Các đơn vị | Gallardo | Gallardo Spyder |
| ----- | ---------- | -------- | --------------- |
| 2003  | 933        | 933      | -               |
| 2004  | 1294       | 1294     | -               |
| 2005  | 972        | 947      | 25              |
| 2006  | 1651       | 626      | 1025            |
| 2007  | 1951       | 936      | 1015            |
| 2008  | 1787       | 1206     | 581             |
| 2009  | 922        | 462      | 460             |
| 2010  | 1064       | 817      | 247             |
| Total | 10,574     | 7,221    | 3,353           |

## Đón nhận

### Những giải thưởng và công nhận
- 2006: Chiếc xe mơ ước của Năm của Top Gear
- 2009: Lamborghini LP 550-2 Balboni - Chiếc xe mơ ước của Năm của Top Gear